# Озерновский сельсовет (Красноярский край)
Озерновский сельсовет - сельское поселение в Енисейском районе Красноярского края.
Административный центр - село Озёрное.

## Население
| 2010 | 2012  | 2013  | 2014  | 2015  | 2016  | 2017  |
| ---- | ----- | ----- | ----- | ----- | ----- | ----- |
| 1753 | ↘1722 | ↗1723 | ↗1748 | ↘1698 | ↘1658 | ↘1641 |

## Состав сельского поселения
В состав сельского поселения входят 2 населённых пункта:
| № | Населённый пункт | Тип населённого пункта       | Население |
| - | ---------------- | ---------------------------- | --------- |
| 1 | Борки            | деревня                      | ↗8        |
| 2 | Озёрное          | село, административный центр | 1746      |

## Местное самоуправление
Озерновский сельский Совет депутатов
Дата избрания: 14.03.2010. Срок полномочий: 5 лет. Количество депутатов:  10
Глава муниципального образования
- Килина Анна Викторовна. Дата избрания: 14.03.2010. Срок полномочий: 5 лет